# مسجد جواثا
مسجد جواثى أو جوثا أو جواثا، يقع في محافظة الأحساء شرق المملكة العربية السعودية، ويبعد المسجد الذي يقع ضمن متنزه يعرف بالاسم نفسه، نحو 17 كيلومتراً شمال شرق مدينة الهفوف. بني هذا المسجد في عهد النبي محمد عليه السلام وتشرف ببنائه سكان بلاد إقليم البحرين بنو عبد قيس وهم الذين بادروا بإسلامهم طوعاً لا كرهاً وقد مدح النبي أهل هذه الديار بقوله (أكرموا أخوانكم فإنهم أشبه الناس بكم أسلموا طوعاً لا كرهاً)، ولا تزال قواعد هذا المسجد قائمة إلى وقتنا الحالي.

## لمحة حول اسم المسجد
اسم جواثى أصله من جأث الرجل إذا فزع فكأنهم لما كانوا يرجعون إليها عند الفزع سموها بذلك وهذا يؤيده وجود حصن بالموقع وموقع جواثى الآن موقع كثبان رملية، وبه منخفضات تظهر فيها دلائل استيطان قديم ومبان مندثرة، ربما تكون بقايا جواثى الأمس أو جزءا منها، وتظهر بالموقع دلائل استقرار نشط في موضع التلال التراكمية ضمن نطاق مشروع حجز الرمال المنتزه الوطني بالأحساء، فتوجد بالموقع مجموعات من التلال الأثرية التي تغطيها الرمال وتنتشر فوقها أصناف عديدة من الكسر الفخارية والخزفية وأنواع من الزجاج الملون والأبيض الشفاف.

## مختصر من التاريخ
يعود تاريخ بناء المسجد بعد وفادة بنو عبد القيس الثانية سنة 7 هـ إلى النبي محمد صلى الله عليه وسلم، حيث كانت عبد القيس تسكن هذه المنطقة. عندما سرق القرامطةُ الحجر الأسود من مكة، وضع في هذا المسجد ما يقرب من 22 عاما. وفي رواية أخرى، روى أبو داود في كتاب الصلاة حدثنا عثمان بن أبي شيبة ومحمد بن عبد اللّه المخرميّ لفظه قالا: ثنا وكيع، عن إبراهيم بن طهمان، عن أبي جمرة، عن ابن عباس قال: إن أول جمعة جمعت في الإِسلام بعد جمعة جمعت في مسجد رسول اللّه صلى الله عليه وآله وسلم بالمدينة لجمعةٌ جمعت بجواثى قريةٍ من قرى البحرين، قال عثمان: قرية من قرى عبد القيس.»، وهو قائم حتى الآن ويقع إلى الشمال من قرى الحليلة والكلابية والمقدام، إحدى القرى الشرقية في الأحساء، وتذكر كتب الحديث ومصادر التراث أن جواثى حصن أو قصر لعبد القيس في «البحرين»، وهو الاسم القديم لمنطقة تشمل كلاً من البحرين والأحساء والقطيف، أو الساحل الشرقي من السعودية، وأن حصن جواثى اعتصم به المسلمون الذين ثبتوا على دينهم عندما حاصرهم أهل الردة، وقد استنجدوا بخليفة رسول الله أبي بكر الصديق على لسان شاعرهم عبد الله بن حذف الكلابي، فأرسل لهم أبو بكر الصديق بجيش يقوده العلاء بن الحضرمي وقضى على الفتنة، ويعتقد أن الأراضي في الجنوب الغربي من جواثى، تضم رفاة من أستشهد من المسلمين في حروب الردة، ومنهم الصحابة عبد الله بن سهيل بن عمرو، وعبد الله بن عبد الله بن أبي رضي الله عنهما، حيث تحصن مجموعة من المسلمين داخل أسوار المسجد حين حاصرهم المرتدون في عام 14 هـ 635 م، كما تشير إلى ذلك مصادر تاريخية، ومنها ماذكره حمد الجاسر في كتابه «المعجم الجغرافي للمنطقة الشرقية»، ويبعد المسجد الذي يقع ضمن متنزه يعرف بالاسم نفسه، نحو 17 كيلومتراً شمال شرقي مدينة الهفوف، وقبل سنوات اكتشف أن المسجد الحالي أقيم فوق أنقاض مسجد أقدم منه، ويشير الشيخ عبد الرحمن الملا في كتابه «تاريخ هجر»، إلى أن المسجد الذي غطت الرمال أغلب أجزائه، قد رممه الشيخ أحمد بن عمر آل ملا في عام 1210 هـ، ويرى المهتمون بالآثار أن أطلال المسجد السابق هو لمسجد جواثى.
لكن الباحث في الآثار خالد أحمد الفريدة، يؤكد اكتشاف مسجد أقدم من المسجد السابق، وذلك من خلال أعمال التنقيب الذي خضع لها المسجد من خلال وحدة الآثار في إدارة التربية والتعليم في محافظة الأحساء بصفتها المشرفة على المسجد، ويضيف الفريدة الذي شارك في عملية الترميم في عام 1412هـ، إلى أن عملية الترميم كشفت أنه لم يبق من المسجد سوى رواق القبلة والرواق الشرقي، فبقي في القبلة أربعة أعمدة تحمل ثلاثة أروقة مدببة، أما الرواق الشرقي فبقي منه ثلاثة أعمدة تحمل رواقين مستديري الرأس، وهذا يعني أن هذين الرواقين الباقيين من المسجد ليسا من فترة معمارية واحدة لعدم تجانس شكلهما ومادة بنائهما، حيث لوحظ أن الشرقي مجصص، أما الغربي (رواق القبلة) فهو غير مجصص، وفي الجهة الشمالية منه انتهى كتف العمود الشمالي بكتلة كبيرة من الطين بدلاً من أن ينتهي بقوس كما في الجهة الجنوبية، ويفسر خالد الفريدة ذلك، بأن المسجد مر بعدة عمليات ترميم وإعادة بناء لأكثر من مرة. وأكد الباحث التاريخي أن «الطينة التي تم استخدامها في البناء هي طينة حقيقية أثرية تم جلبها من المباني القديمة المنهارةـ وهي متوافرة وبكثرة، إضافة إلى تربة المسجد الصلبة، وتم إضافة مادة عازلة تحوي مادة تحمي الجدران من الرطوبة والأمطار وأيضاً الحرارة ومياه المطار وهي مادة مسامية مفيدة».
ويحوي الترميم الجديد الذي خضع له المسجد أربعة أبراج، وهي من أساسات تكوين المساجد القديمة، وإنارته وفرشه بشكل كامل، والاهتمام المتزايد بهذا الأثر التاريخي يعطينا لمحة بسيطة عن أهميته وتعلق الناس به»، متوقعاً أنه سيكون «معلماً سياحياً مهماً، لكونه من أشهر المساجد على الإطلاق». ويشير الفريدة إلى المتابعة المستمرة والمراقبة الأسبوعية من قبل وكالة الوزارة للآثار والمتاحف وإدارة التربية والتعليم، موضحا أهمية حاجة المسجد للترميم العاجل وخطورة الوضع الراهن، حيث إنه معرض للانهيار في أي وقت، وقد طرحت عملية الترميم وفق مقاييس معينة من قبل وكالة الآثار والمتاحف وتمت الترسية على مؤسسة وطنية متخصصة وهي مؤسسة القبلي للإنشاء والتعمير وباشرت أعمالها بإشراف القسم الهندسي وقسم الآثار بإدارة التعليم بالأحسا.
عُرف عن «جواثى» أنّها مركز تجاري تقصدها القوافل التجارية وتعود منها محملة ببضائع التمور والمنتجات الزراعية والعطور، وربما كانت سوقاً تجارية يرد إليها تجارة «بلاد فارس» من المنسوجات والمصنوعات ومن ثم تصدر إلى باقي أجزاء الجزيرة العربية، وقد استمر عمرانها خلال الفترة الإسلامية المبكرة، واشتهرت بكثرة مائها.

## التكوين المعماري
يتميز المسجد بطراز معماري فريد، وقد تم بناؤه من ال جر ومونة الطين، وسقفه من خشب السندل وتبلغ مساحته الكلية نحو 206.5م ويتسع لنحو 170مصلياً، ويتكون المسجد من بيت الصلاة يحتوي على ثلاث أروقة، كما يحتوي المسجد على حصة للتنمر، وغرفة تستخدم كمستودع، ويحتوي المسجد على ثلاث أبراج موضوعه على اركان المسجد الخارجية.

## جواثى في الأدب العربي
- يقول امرؤ القيس:

- وقالت سلمى بنت كعب بن جعيل تهجو أوس بن حجر:

- في شعر أبي تمام:

## معرض الصور

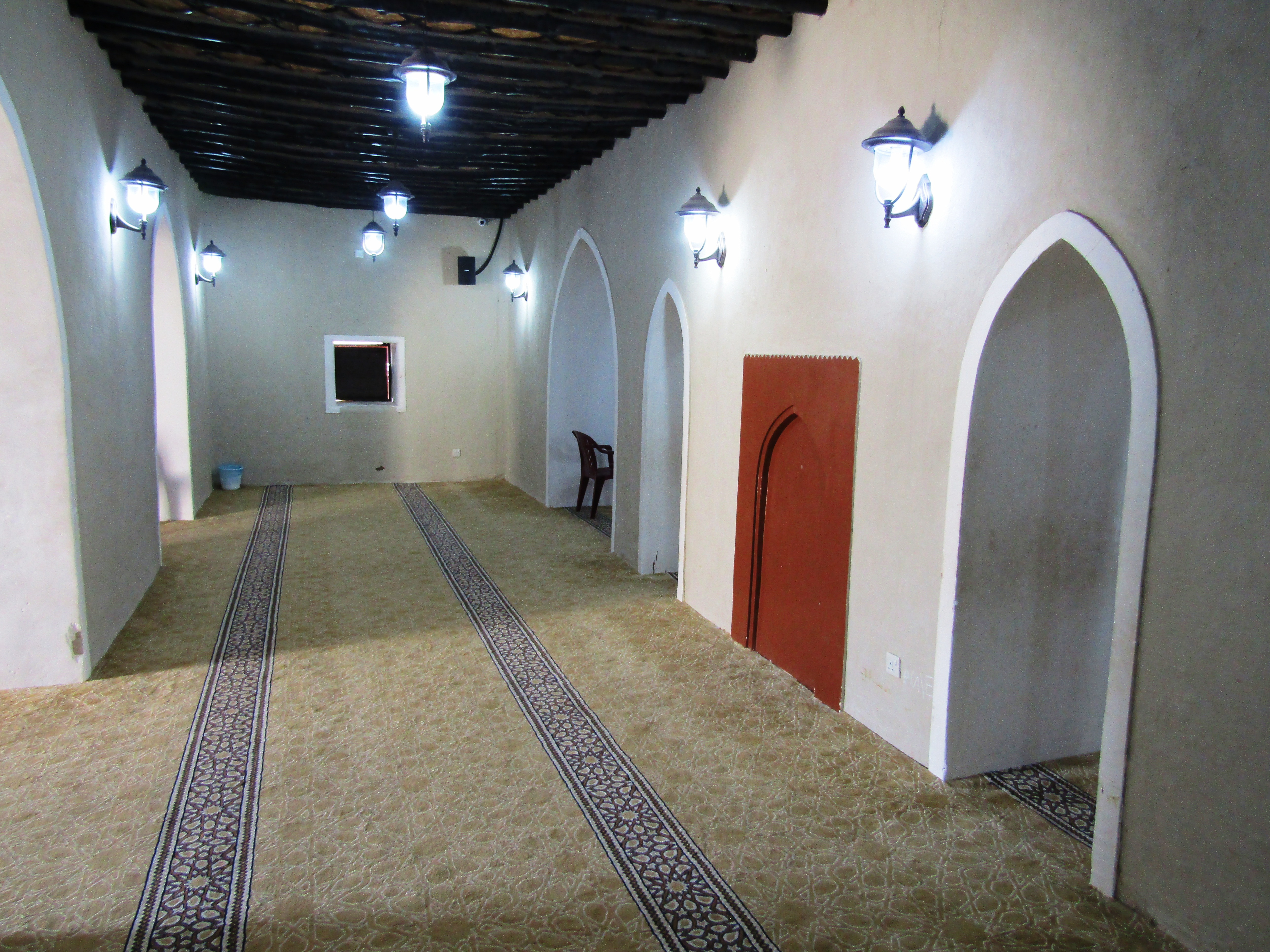
صورة داخلية للمسجد بعد ترميمه
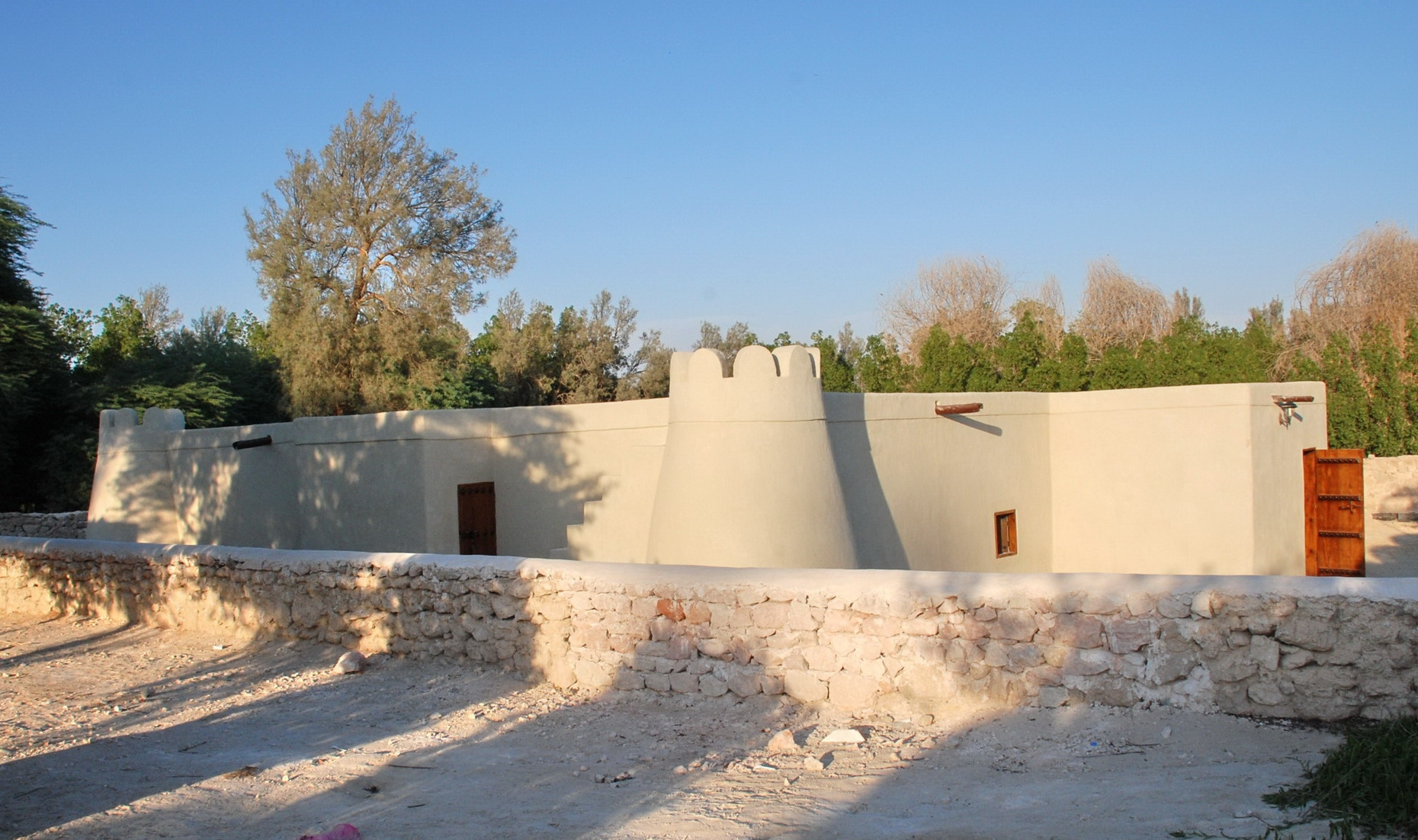
صورة نهارية للمسجد
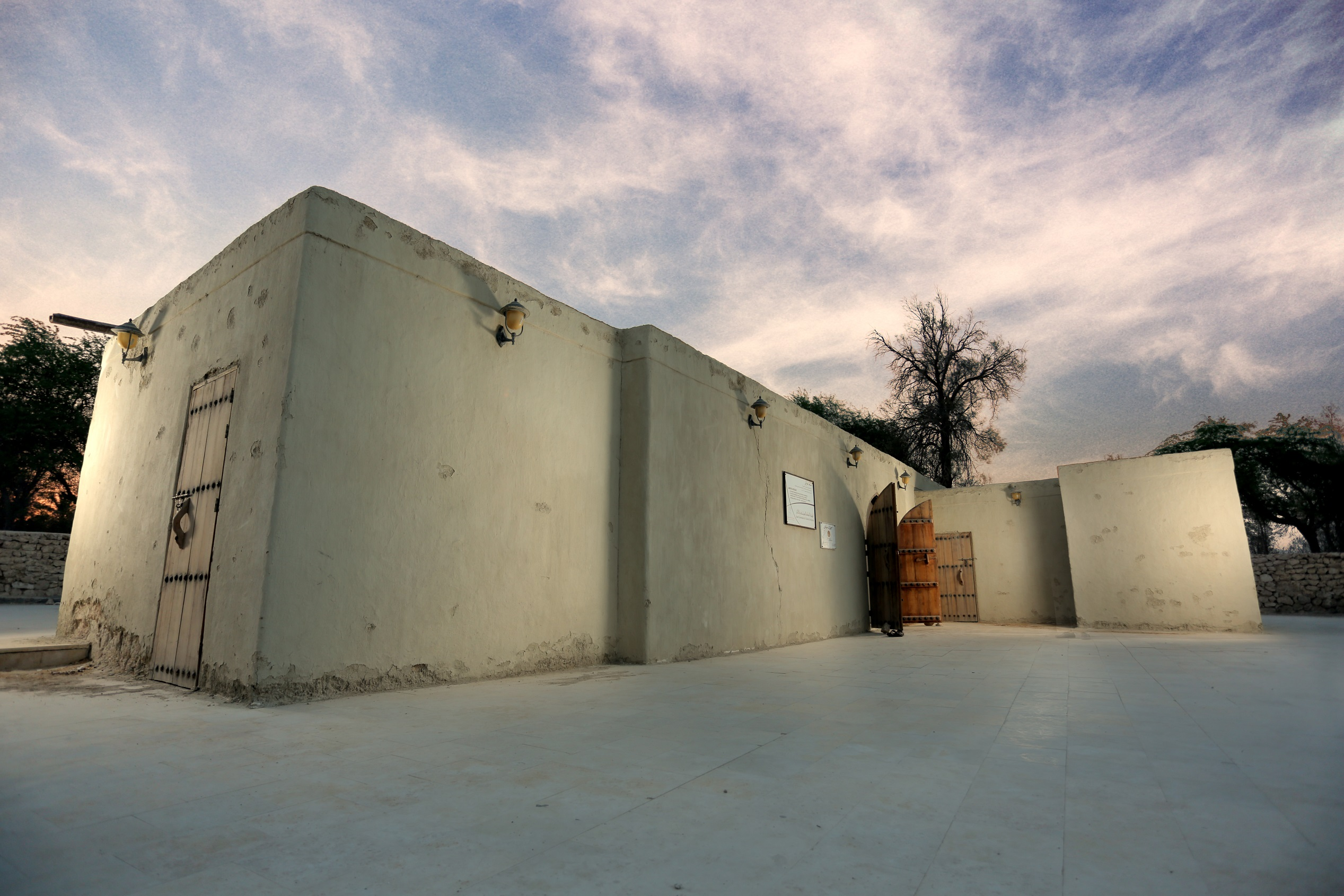
صورة جانبية وتظهر فيها بوابة المسجد
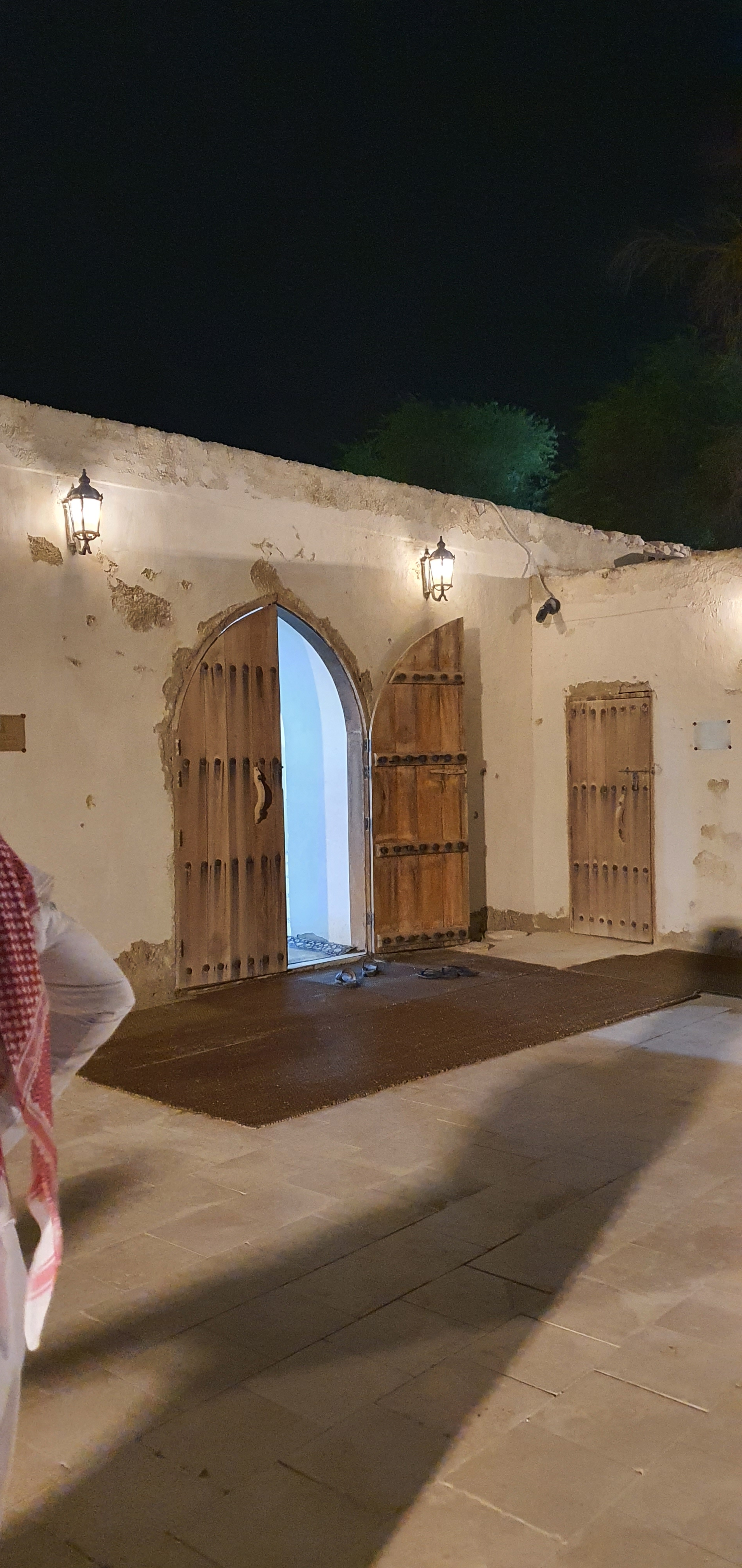
صورة قريبة لبوابة المسجد
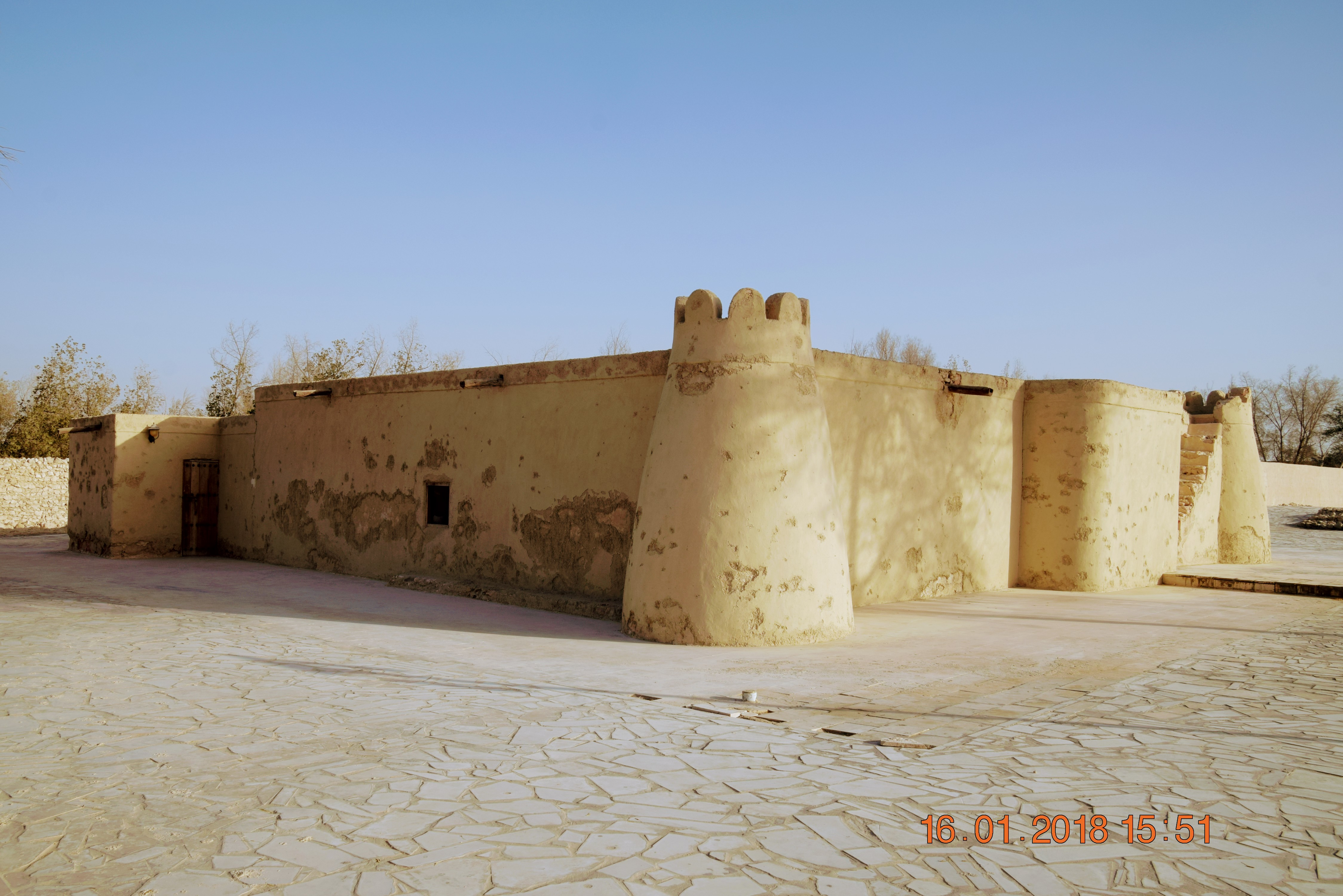
المسجد في 2018
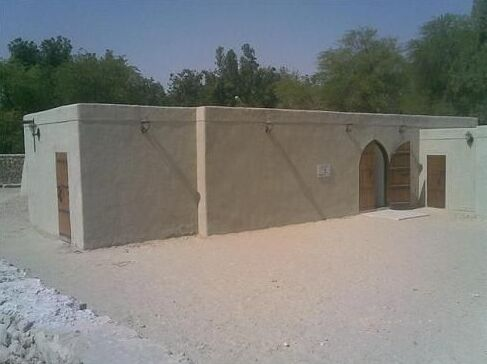
المسجد في 2011

## وصلات خارجية
- مسجد جواثا نفحات من النبوة.